# Katsumi Suzuki
Katsumi Suzuki (født 21. april 1969) er en tidligere japansk fodboldspiller.
Han har spillet for flere forskellige klubber i sin karriere, herunder Montedio Yamagata.